# 野村かつ子
野村 かつ子（のむら かつこ、1910年11月26日 - 2010年8月21日）は、日本の社会運動家。生活協同組合の組織など、消費者運動に取り組んだ。

## 経歴
京都市西陣の商家、稲垣家に生まれ、カツと名付けられる。姉・貞（後の鑓田貞子）の影響もあり、早くからキリスト教に傾倒する。
京都府立京都第一高等女学校（京都府立鴨沂高等学校の前身）から、同志社女子専門学校（同志社女子大学の前身）英文科に進み、賀川豊彦、中島重などの薫陶を受ける。
女専在学中に同志社大学法学部の学生だった野村治一と結婚。かつ子は1931年に女専を卒業し、夫との間に長女と長男をもうけた。夫・治一は、同志社大学法学部に助手として残り、やがて助教授に昇任したが、1937年に肺結核のため他界した。その後、かつ子は、同志社大学文学部で社会事業と倫理学を学び、1942年に卒業した。
かつ子は女専卒業後から消費組合の活動に関わっていたが、第二次世界大戦後には、日本生活協同組合同盟、日本婦人有権者同盟の役員となり、主婦連合会や婦人職業協会の組織化に関わった。
1957年からは総評主婦の会に依って消費者運動を展開し、1969年には日本消費者連盟の創設に関わった。アメリカ合衆国の消費者運動を主導したラルフ・ネーダーの著作を日本に広め、さらにネーダーの日本招聘を実現した。
1975年には海外市民活動情報センターを創設し、以降も様々な消費者運動団体の役員などを務めた。
1999年には、自伝『消費者運動・88年の歩み』を出版した。
後に森まゆみは、野村かつ子を回顧して、「...すばらしい活動家。そして最後までまったく偉そうにならなかった人だ。」と評した。

## おもな著書

### 単著
- アメリカの消費者運動、新時代社、1971年
- 消費者運動・88年の歩み、おもだかブックス、1999年
- （石見尚 編）わたしの消費者運動―野村かつ子評論集、緑風出版、2003年

### 共著
- （青山三千子、山手茂との共著）消費者問題、亜紀書房、1971年
- （石見尚との共著）WTO-シアトル以後：下からのグローバリゼーション、緑風出版、2004年

### 訳書
- （今沢正躬との共訳） ラルフ・ネーダー 著、アメリカは燃えている、亜紀書房、1972年
- （富田昌志と共同の監訳）エスター・ピーターソン (Esther Peterson) 編、ピープル・パワー：助け合って生活を変える、亜紀書房、1983年
- （奥田暁子との共訳）ヨーロッパの生協に関するラルフ・ネーダータスクフォース 著、未来へのビジョン : ヨーロッパの生協から学ぶ (1-3)、協同図書サービス、1989年
- （水口哲と共同の監訳、海外市民活動情報センター 訳）ハリー・C・ボイト (Harry C. Boyte)、ヘザー・ブース (Heather Booth)、スティーブ・マックス (Steve Max) 著、アメリカン・ポピュリズム：暮らしを守り政治を変える市民活動、亜紀書房、1983年